# Jenifer
Jenifer (Nizza, 1982. november 15. –) francia popénekesnő, színésznő.

## Élete
Anyja korzikai olasz-spanyol származású, apja algériai zsidó.
1997-ben részt vett a Graines de star tévéműsorban, de sikertelenül. Ezután Párizsba ment és jelentkezett az első Star Academy France castingján. Kiválasztották és végül megnyerte. A győztes „J'attends L'amour” (szerelemre várok) slágerrel turnézott. 2002. októberétől 2003. januárjáig szólóénekesként lépett fel, végül a Paris Olympia színpadán is.

## Lemezek
- Jenifer (2002)
- Le Passage (2004)
- Lunatique (2007)
- Appelle-moi Jen (2010)
- L'amour et moi (2012)
- Ma déclaration (2013)
- Paradis secret (2016)
- Nouvelle page (2018)

## Díjak
- NRJ Music Awards(wd):
  - Best French newcomer (2003)
  - Best French album  (2005)
  - Best French female artist (2004, 2005, 2006, 2008, 2009, 2011)
- MTV Europe Music Awards
  - Best French artist (2005)